# 대이스라엘

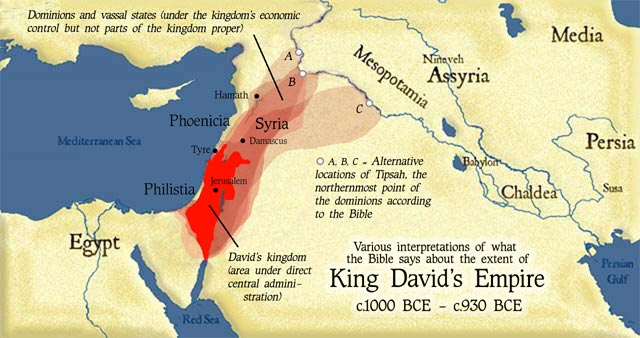
성경 다윗왕 시기 말의 이스라엘 왕국의 영역. 할라카적 대이스라엘의 범위와 대략 일치한다.

대이스라엘(히브리어: ארץ ישראל השלמה, Greater Israel)은 이스라엘의 실지회복주의적, 확장주의적 영토 주장을 가리키는 말이다. 흔한 정의는 현 이스라엘국의 영토에 팔레스타인국의 영토를 포함하는 것을 말하나, 간혹 수정 시온주의의 입장에서 트란스요르단이나 시나이 반도까지 포함한 더 넓은 지역을 이르기도 한다.

## 같이 보기
- 가나안
- 대팔레스타인
- 유대국
- 약속의 땅
- 에레츠 이스라엘